# ERA (imobiliária)
A  ERA (Eletronic Realty Associates) foi fundada no EUA, em 1971, por Jim Jackson, em Kansas City, Missouri, EUA. Na altura a marca pertencia ao grupo Cendant.

## ERA Portugal
A ERA Imobiliária foi a primeira rede imobiliária em Portugal, tendo sido fundada em 1998 por quatro jovens empresários: Nuno Ramos, Paulo Morgado, Fernando Sapinho e Orlando Gonzalés-Arias — na altura o responsável pela fundação da ERA Espanha.
Nos anos de 2020 e 2021 foi considerada como uma das melhores empresas para trabalhar do país.